# Нестерович, Владимир Степанович
Владимир Степанович Нестерович (белор. Уладзімір Сцяпанавіч Несцяровіч; 11 октября 1895 — 6 августа 1925) — советский военачальник и разведчик, герой Гражданской войны. В 1925 году отказался возвращаться в СССР, в результате чего был отравлен советскими агентами.

## Биография
Родился в рабочей  семье, белорус. Перед войной работал на станции Гомель в железнодорожных мастерских.
В русской армии с 1915 года, участвовал в Первой мировой войне, в 1916 году окончил военное училище, за время войны дослужился до штабс-капитана. Член РСДРП(б) с 1917 года, был избран членом солдатского комитета своего полка.
В 1918 году вступил в РККА, с января по сентябрь 1918 года командовал 1-м московским революционным отрядом, с сентября 1918 по июнь 1919 года — командир 1-го Московского революционного полка, с июня 1919 по февраль 1920 года — командир 1-й (она же 142-я) бригады 42-й стрелковой дивизии. Командуя бригадой, участвовал в боях с Добровольческой армией Деникина, в том числе в Воронежско-Касторненской операции (октябрь—ноябрь 1919 года), за эти бои был награждён орденом Красного Знамени (1920).
Отличался личной храбростью, например:

В схватке с врагом 4 октября у деревни Валова, когда некоторые части дрогнули под жестоким напором противника, Владимир Степанович на мотоцикле ворвался в линию вражеских цепей и сильным пулеметным огнём во фланг внес в его ряды замешательство. Он увлек подразделения в атаку, завершившуюся удачей.— Евланов В.А., Петров С.Д. Почётным оружием награждённые
С 18 февраля по 23 марта и с 20 июля по 1 сентября 1920 года — командир 42-й стрелковой дивизии, участвовал в Северно-Таврийской операции, воевал с войсками Врангеля. С 1 сентября по 18 октября 1920 года командовал 9-й кавалерийской дивизией.
5 января 1921 года был удостоен Почётного революционного оружия – шашкой с вызолоченным эфесом и наложенным на него знаком ордена Красного Знамени. 
15 января 1921 года, специально для действий против отряда Махно, на базе Заволжской отдельной бригады был сформирован Летучий корпус, командиром которого назначен В. С. Нестерович. В составе корпуса было 1,8 тыс. штыков, 1,1 тыс. сабель, 70 пулемётов и 12 орудий. Летучий корпус неотступно следовал за отрядом Махно в течение 24 дней, за это время он прошёл 1200 км, 11 раз вступал в бой. Окончательно разбить Махно Нестерович не смог, но нанёс его отряду огромные потери. Летучий корпус тоже потерял много людей, 4 февраля 1921 года корпус сменила 2-я кавалерийская дивизия. Вскоре корпус был расформирован.
С февраля по апрель 1921 года вновь командующий 9-й кавалерийской дивизией, продолжал борьбу с махновцами.

Он не мог разбить главных сил Махно, которые проходили по Украине со сказочной быстротой, делая в сутки совершенно невероятные рейды в двести-триста километров… Регулярная кавалерия Нестеровича не могла, конечно, угнаться за этими легендарными по быстроте отрядами. Но Нестеровичу удалось все же несколько раз пересечь дорогу Махно и разбить его лучших атаманов, как, например, атамана Щуся, а один раз в Харьковской губернии он настиг главные силы Махно, и только благодаря ловкости махновского штаба им удалось спастись от полного поражения.— Г.З.Беседовский На путях к термидору
После окончания Гражданской войны учился на Военно-академических курсах при Военной академии РККА, окончив которые в 1922 году был назначен командиром 31-й бригады 11-й Гомельской кавалерийской дивизии, которой командовал до августа 1924 года.
С августа 1924 по апрель 1925 года — в распоряжении Разведупра РККА. Легально работал в Австрии под фамилией Ярославский (оперативный псевдоним Ибрагим), руководил Венским разведывательным центром, при этом координировал действия Военной организации Болгарской компартии (БКП).

## Измена и гибель
16 апреля 1925 года группа коммунистов из Военной организации БКП организовала взрыв в соборе Святой Недели в Софии. В результате этого теракта 134 человека погибли на месте, 79 человек позднее скончались от ран, около 500 человек были ранены. В числе погибших были и дети.
Под воздействием психологического шока от последствий взрыва Софийского кафедрального собора Нестерович принял решение о разрыве отношений с советской разведкой и дезертировал.
Прибыв в Берлин, он отправился к французскому консулу и предложил ему некую информацию в обмен на предоставление французского паспорта и беспрепятственного проезда во Францию. Кроме того, опасаясь возможных провокаций со стороны бывших сослуживцев, он просил в случае крайней необходимости зачислить его во Французский Иностранный легион. Выслушав Нестеровича, консул направил его в город Майнц, где располагались части французской оккупационной армии, в казармах которых он и поселился до принятия французами окончательного решения.
Однако вскоре после его побега в ОГПУ поступило донесение, в котором говорилось, что находясь в Германии, он связался с представителями английской разведки. Это обстоятельство крайне обеспокоило советское руководство.
24 июля 1925 года в Москве на заседании Балканской комиссии Исполкома Коминтерна — ЦК РКП(б), было принято решение: «Проверить все факты. Если подтвердятся, принять все меры к обезвреживанию. Выяснить возможность ареста немцами. Принять меры к дискредитации. Для исполнения поручения по обезвреживанию немедленно командировать Логановского. Проверить наличие документов. Принять меры к обновлению аппарата и работы». В результате начальник ИНО ОГПУ М. А. Трилиссер отдал приказ о ликвидации Нестеровича. 
6 августа 1925 года В. С. Нестерович был отравлен в кафе Майнца двумя немецкими коммунистами братьями Гольке, которые долгое время работали под его началом в Венском центре и являлись агентами ИНО ОГПУ. Убийство В. Нестеровича стало первым в истории советского шпионажа случаем уничтожения сотрудника разведки, ставшего дезертиром.

## Награды
- Почётное революционное оружие — 05.01.1921 (Приказ РВСР № 4)
- Орден Красного Знамени — 16.03.1920 (Приказ РВСР № 132) — за отличия в период боёв с июля по декабрь 1919 года.